# 차광은
차광은(車光恩, 영어: Cha Kwang Eun, 1949년 ~ )은 대한민국의 의사이고, 현재 차의과학대학교(구 포천중문의과대학교) 교수이다. 2009년부터 제5대 한국지역사회교육협의회 회장을 맡고 있고, 기존의 교육 프로그램과 함께 공동체 의식을 키우는 시민 리더십 교육, 초중고 학생을 대상으로 한 인성 교육, 예절 교육 등에 주안점을 두고 사업을 추진하고 있다. 그 일환으로 2012년의 경우 '위기의 학교 구하기’ 프로젝트를 역점적으로 추진하였다.

## 주요 학력
- 1967년. 이화여자고등학교 졸업
- 1974년. 이화여자대학교 의학과 졸업
- 1997년. 이화여자대학교 의학석사
- 1999년. 고려대학교 의학박사
- 2006년. 한국방송통신대학교 영어영문학과 졸업
- 2010년. 한국방송통신대학교 중어중문학과 졸업

## 주요 경력
- 1979년. 미국 로스앤젤레스(Los Angeles)에서 소아과 개업
- 1993년. 강남 차병원 근무
- 1997년. 분당 차병원 부원장
- 2000년 ~ 2011년. 차의과대학교 부총장
- 2000년 ~ 현재. 차의과학대학교(구 포천중문의과대학교) 교수 (의학전문대학원 소아청소년과학교실)

## 주요 활동
- 1999년 ~ 2002년. 성남시 여성단체협회 회장
- 2001년. 이화여자고등학교 이화인상 수상
- 2001년 ~ 2003년. 성남시 평통 부회장
- 2001년 ~ 2005년. 성남시 지역사회교육협의회 회장
- 2001년 ~ 현재. 태평양시대위원회 이사
- 2003년 ~ 현재. 한국방송통신대학교 발전후원회 이사
- 2004년 ~ 2006년. 사단법인 한몽교류진흥협회 부회장
- 2004년 ~ 2006년. 성남 상공회의소 부회장
- 2006년 ~ 2009년. 한국지역사회교육협의회 이사
- 2009년 ~ 현재. 한국지역사회교육협의회 회장
- 2009년 ~ 2014년. 한반도선진화재단 이사
- 2010년 ~ 현재. 사랑나눔위캔 이사
- 2011년 ~ 현재. 국가평생교육진흥원 이사
- 2012년 ~ 현재. 인성교육범국민실천연합 이사